# Sägmühl (Haibach)
Sägmühl ist ein Gemeindeteil von Haibach im niederbayerischen Landkreis Straubing-Bogen.
Der Weiler auf der Gemarkung Elisabethszell liegt im Tal des Elisabethszeller Bachs, südöstlich des Ortsrands von Elisabethszell und knapp drei Kilometer östlich des Ortskerns von Haibach. Er kam 1978 durch die Eingliederung der Gemeinde Elisabethszell zu Haibach. 1987 bestand der Weiler aus drei Wohngebäuden mit vier Wohnungen und hatte 14 Einwohner.